# Rennes School of Business
Rennes School of Business, établissement d’enseignement supérieur privé, anciennement l'École supérieure de commerce de Rennes (ESC Rennes), est une grande école de commerce française créée en 1990.
Le campus principal, composé de 4 bâtiments, est située dans le quartier Beauregard à Rennes, face à la Chambre de commerce et d'industrie d'Ille-et-Vilaine
Rennes School of Business est un Établissement d’enseignement supérieur privé, constitué sous le statut d'association loi de 1901 et le label EESPIG[réf. souhaitée].

## Histoire
Le Groupe ESC Rennes est créé comme institution d'enseignement supérieur et de recherche en management en 1990. Il a rejoint le Chapitre des Écoles de Management et la Conférence des Grandes Écoles en 1998. Rennes School of Business agrandit ses locaux en ouvrant le Campus 2 en 2010, le Campus 3 en 2014 et le Campus 4 en 2017. À la rentrée 2021, un nouveau campus est officiellement ouvert dans le 9e arrondissement de Paris.
Rennes School of Business travaille en étroite collaboration avec les entreprises et dispose d’un Career Center et de plusieurs centres de recherche.
L’école est fortement cosmopolite : 90 % des professeurs internationaux, 100 nationalités représentées sur les campus et des programmes dispensés en anglais.
En 2008, l’école obtient l’accréditation EPAS pour son Programme Grande École pour 5 ans par l’EFMD (European Foundation for Management Development) et sa réaccréditation en 2013. Elle est accréditée par l'AACSB depuis 2012 et par l'AMBA depuis 2013. En décembre 2014, elle devient la 11e école française triplement accréditée EQUIS, Association to Advance Collegiate Schools of Business (AACSB) et AMBA. Le Programme Grande École est également reconnu par l'État français. Le MSc in International Finance est accrédité EPAS. Elle est classée par la presse,,,,.
Le 21 novembre 2018, Rennes School of Business intègre la banque d'épreuves Ecricome, comme l'EM Strasbourg et Montpellier BS, rejoignant Neoma et Kedge.
L'école dispose d'un réseau d'ancien élèves composé de 26 000 alumni dans 100 pays. 33 % des diplômés travaillent à l’étranger et 72 % travaillent en relation régulière avec l’international.

## Classements
|                          | Financial Times                 | Financial Times | Financial Times    | QS World University Rankings | QS World University Rankings  | QS World University Rankings | QS World University Rankings | QS World University Rankings                    | QS World University Rankings |
| European Business School | Master in International Finance | Executive MBA   | Masters in Finance | Masters In Management        | Masters In Business Analytics | Masters in Marketing         | Executive MBA                | Master in Logistics and Supply Chain Management |                              |
| ------------------------ | ------------------------------- | --------------- | ------------------ | ---------------------------- | ----------------------------- | ---------------------------- | ---------------------------- | ----------------------------------------------- | ---------------------------- |
| 2021                     | 88                              | 24              | NA                 | 101+                         | 101+                          | 51+                          | 51+                          | 111-120                                         | NA                           |
| 2022                     | 57                              | 23              | 89                 | 151+                         | 131-140                       | 101+                         | 81-90                        | 131-140                                         | 51+                          |
| 2023                     | 60                              | 35              | 83                 | 141-150                      | 141-150                       | 101+                         | 91-100                       | 121-130                                         | 51+                          |
| 2024                     | A venir                         | 40              | A venir            | 151+                         | 141-150                       | 101+                         | 101+                         | A venir                                         | 51+                          |

## Effectifs étudiants
Évolution des effectifs d'étudiants
| 2001 | 2007  | 2010  | 2011  | 2014  | 2015  | 2016  | 2017  | 2021  | - |
| ---- | ----- | ----- | ----- | ----- | ----- | ----- | ----- | ----- | - |
| 800  | 1 200 | 2 341 | 2 802 | 3 851 | 4 048 | 4 330 | 4 513 | 5 000 | - |

## Vie étudiante

### Associations
L'école est doté de 26 associations étudiantes réparties dans 5 secteurs: Arts et cultures, Business, Humanitaire et social, Sports et Vie étudiante.

## Anciens élèves
- Gilles Mitteau, vulgarisateur en économie et en finance